# Ейфелева вежа наукової фантастики (премія)
Ейфелева вежа наукової фантастики (фр. Prix Tour Eiffel de science-fiction) — французька науково-фантастична літературна премія, що була заснована нової операційною компанією Ейфелевої вежі та вручалася між 1997 і 2002. 
Журі складалося у рівній мірі з представників видавництв, з книжкових магазинів та читачів.
Грошовий еквівалент премії становив 100000  франків (50000 франків під час вручення премії за твір короткої форми, що відбулося у 1998 році).

## Лауреати
- Роман:
- 1997: П'єр Бордаж «Ван[fr]» (фр. Wang), або "Західні Двері та орли сходу" фр. Les Portes d'occident et Les Aigles d'orient(премія)
- 1998: Валеріо Еванджелісті «Ніколас Еймеріх, інквізитор (італ. Nicolas Eymerich, inquisitore)
- 1999: Жан-Клод Дюньяк[en] «Вмираючі зірки[fr]» (фр. Étoiles mourantes)
- 2000: Майк Резник  «Темна пані: роман далекого майбутнього» (англ. The Dark Lady: A Romance of the Far Future)
- 2001: Жан-Марк Ліньї[fr] «Птахи світла» фр. Les Oiseaux de lumière
- 2002: Дейвід Джеммел[en] «Легенда[en]» (англ. Legend)

- Оповідання:
- 1998: Ролан Вагнер Фрагмент Морської книги (фр. Fragment du livre de la mer)